# Шварц, Шолем
Шварц Шолем (16 ноября 1887, Балта, Подольской губернии — 1965, Иерусалим) — израильский журналист.

## Биография
Родился в семье педагога Буреха Шварца и Иты Мильгром. Получил традиционное еврейское религиозное образование. Изучал филологию и историю в Новороссийском университете в Одессе (окончил юридический факультет университета).
С юношеского возраста принимал активное участие в сионистском движении. Был членом редколлегии «Одесских новостей» (1917—1919) и сионистского журнала «Еврейская мысль». Эмигрировал в Эрец-Исраэль в мае 1920. Работал в редакции газеты «Ха-Арец» (некоторое время исполнял обязанности заместителя главного редактора и главного редактора).
Основатель партии общих сионистов Эрец-Исраэль и один из её лидеров на протяжении многих лет. Председатель партии общих сионистов в Иерусалиме и член национального комитета.

### Произведения
- «Дер шекл» (Одесса, 1905)
- «Ди ционистише организацие» (Одесса, 1907)